# Seznam zimbabvejskih nogometašev
Seznam zimbabvejskih nogometašev.

## G
- Bruce Grobbelaar

## M
- Benjani Mwaruwari

## N
- Peter Ndlovu
- Joseph Ngwenya
- Esrom Nyandoro

## T
- Vitalis Takawira